# Sun Čcheng-en
Sun Čcheng-en (čínsky pchin-jinem Sūn Chéng'ēn, znaky zjednodušené 孙承恩, tradiční 孫承恩; 1482–1561) byl čínský politik v mingské Číně. Za vlády císaře Ťia-ťinga byl ve 40. letech 16. století postupně jmenován náměstkem ministra obřadů, náměstkem ministra státní správy a ministrem obřadů.

## Jména
Sun Čcheng-en používal zdvořilostní jméno Čen-fu (čínsky pchin-jinem Zhēnfǔ, znaky zjednodušené 贞甫, tradiční 貞甫) a literární pseudonym I-čaj (čínsky pchin-jinem Yìzhāi, znaky zjednodušené 毅斋, tradiční 齋斋). Za zásluhy o stát obdržel posmrtné jméno Wen-ťien (čínsky pchin-jinem Wénjiǎn, znaky zjednodušené 文简, tradiční 文簡).

## Život a dílo
Rodina Sun Čcheng-ena pocházela z okresu Chua-tching v Nan č’-li, jeho otec Sun Jen (1443–1501) byl úspěšným úředníkem, roku 1478 složil metropolitní a palácové úřednické zkoušky a nastoupil do státní služby, kterou završil místem správce prefektury Jen-pching v provincii Fu-ťien. Sun Čcheng-en kráčel v jeho stopách, studoval konfuciánství, roku 1504 složil provinční zkoušky a roku 1511 i metropolitní a palácové zkoušky a získal hodnost ťin-š’. 
Po zkouškách nastoupil úřednickou kariéru jako kompilátor v akademii Chan-lin. Roku 1522 byl poslán s diplomatickou misí do Vietnamu, v druhé polovině 20. let se podílel na sestavení sbírky Ming lun dadian, oficiálního popisu státních obřadů. Vydání sbírky završilo spor obřady mezi císařem Ťia-ťingem a vládou v první polovině 20. let. Následně byl jmenován přednášejícím při konfuciánské výuce císaře. Roku 1531 působil ve zkušební komisi při provinčních úřednických zkouškách v Nankingu. Léta 1532–1537 strávil doma v Chua-tchingu kvůli péči o babičku a pak smutku po její smrti. Po návratu do služby působil jako akademik (süe-š’) v akademii Chan-lin, vedl nankingskou akademii Chan-lin, později se vrátil do pekingské akademie Chan-lin a k přednáškám císaři.
Roku 1540 byl jmenován náměstkem ministra obřadů, po třech letech byl přeložen na místo náměstka ministra státní správy, přitom si zachoval postavení chanlinského akademika. Roku 1548 byl povýšen na ministra obřadů, ale už následujícího roku byl odvolán a novým ministrem se stal Sü Ťie. Roku 1550 se vrátil do státní služby, ale odmítal se účastnil taoistických obřadů a modliteb pořádaných císařem, proto roku 1553 požádal o uvolnění z úřadu, čemuž Ťia-ťing vyhověl.
Byl považován za čestného a přímého politika. Zemřel roku 1561. Jeho zásluhy císař ocenil udělením posmrtného jména Wen-ťien.